# Stazzona, Haute-Corse
För andra betydelser, se Stazzona.
Stazzona är en kommun i departementet Haute-Corse på ön Korsika i Frankrike. Kommunen ligger i kantonen Orezza-Alesani som tillhör arrondissementet Corte. År 2022 hade Stazzona 34 invånare.

## Befolkningsutveckling
Antalet invånare i kommunen Stazzona
Referens:INSEE